# Johann August Carl Sievers
Johann August Carl Sievers, auch Johann August Karl Sievers und Johann Erasmus Sievers, (* 1762 in Peine; † 6. April 1795 in St. Petersburg)  war ein deutscher Botaniker, in Russland und in der Mongolei tätig. Sein offizielles botanisches Autorenkürzel lautet „Siev.“ Im Russischen ist er bekannt als Иоганн Август Карл Сиверс. Sein Bruder war der Arzt Johann Friedrich Ernst Sievers (1768–1814).

## Leben
Sievers stammte aus Peine und wanderte im Jahre 1785 als Zweiundzwanzigjähriger nach Sankt Petersburg aus. Im Jahre 1789 erhielt er den Auftrag, in Sibirien nach medizinischem Rhabarber zu forschen. Die getrocknete Wurzel diente als unentbehrliches Abführmittel. Der im 6. Jahrhundert von den Arabern nach Westeuropa eingeführte so genannte Medizinalrhabarber war eine der begehrtesten und teuersten Pflanzendrogen. Um sich von den chinesischen Importen unabhängig zu machen, war das russische Medizinalkollegium bestrebt, Fundorte der Stammpflanze des echten Rhabarbers auf ihrem Territorium zu finden bzw. aus dem sibirischen Rheum raponticum durch Kultivierung geeigneten Rhabarber zu entwickeln, um ihn dann vertreiben zu können.
Sievers war für die Stelle des Krons-Apothekers bestimmt. Seine Suche war jedoch vergeblich, da er den echten Rhabarber nicht fand, auch auf Grund der Tatsache, dass er nicht nach China einreisen durfte. Der echte chinesische Rhabarber wurde erst in den 1870er Jahren als Rheum palmatum L. (Medizinalrhabarber) nach kultivierten Samen identifiziert, die der russische Geograph und Erforscher Zentralasiens Nikolai Michailowitsch Prschewalski in den 1870er Jahren aus China nach St. Petersburg mitbrachte.
Sievers berichtete in Briefen eingehend über seine Suchexpeditionen 1790 bis 1795, die ihn vom Ural bis Daurien, in die Kirgisen- und Soongor-Steppe und die Mongolei führten. Peter Simon Pallas veröffentlichte sie in den Neuesten Nordischen Beyträgen unter dem Titel Sievers Briefe. Sievers stellte während der Suchreisen ein umfangreiches Pflanzenherbar zusammen. Darauf aufbauend, erarbeitete Pallas 1795 eine Veröffentlichung mit dem Titel Plantae novae ex herbario et schedis defuncti botanici Johannis Sievers descriptae für die Nova acta der St. Petersburger Akademie. Kurz vor seinem Tod wurde er als korrespondierendes Mitglied in die Akademie aufgenommen.

## Ehrungen
Nach Sievers sind benannt:
- der Asiatische Wildapfel (Malus sieversii); neuesten Untersuchungen zufolge die Stammform des Kulturapfels (Benennung durch Carl Friedrich von Ledebour)
- die Gattung Sieversia (durch Carl Ludwig Willdenow), heute Nelkenwurzen (Geum) aus der Familie der Rosengewächse (Rosaceae)[3]
- der Sievers-Beifuß Artemisia sieversiana (durch Carl Ludwig Willdenow)
- Die Traganten-Art Astragalus sieversianus (durch Peter Simon Pallas)
- Die Gattung Novosieversia (durch Friedrich Franz August Albrecht Bolle) aus der Familie der Rosengewächse (Rosaceae)[3]

## Werke
- Briefe aus Sibirien an seine Lehrer, den königl. Grossbritannischen Hofapotheker Herrn Brande, den königl. Grosbritannischen Botaniker Herrn Erhardt, und den Bergscommissarius und Rathsapotheker Herrn Westrum. Logan, St. Petersburg 1796. Digitalisat und Volltext im Deutschen Textarchiv
- Portrait des Kapitäns Daikokuya Kodayu, Stammbuch des Johann August Karl Sievers, 1782–1795.